# Pluricarpellatia
Pluricarpellatia é um género fóssil de plantas com flor pertencente à família Cabombaceae, com uma espécie, Pluricarpellatia peltata, da Formação Crato, do Cretáceo Inferior da região nordeste do Brasil.
O nome da espécie advém da planta conter vários carpelo apocárpicos e possuirem as folhas peltadas.